# Кубок мира по горнолыжному спорту 2012/2013
Кубок мира по горнолыжному спорту сезона 2012/2013 годов — 47-й по счёту сезон Кубка мира, который начался 27 октября 2012 года в австрийском Зёльдене и завершился 17 марта 2013 года в швейцарском Ленцерхайде.
С 29 января по 23 февраля в Кубке мира была запланирована пауза для чемпионата мира в Шладминге, который прошёл с 5 по 17 февраля (результаты чемпионата мира не идут в зачёт Кубка).

## Обзор сезона

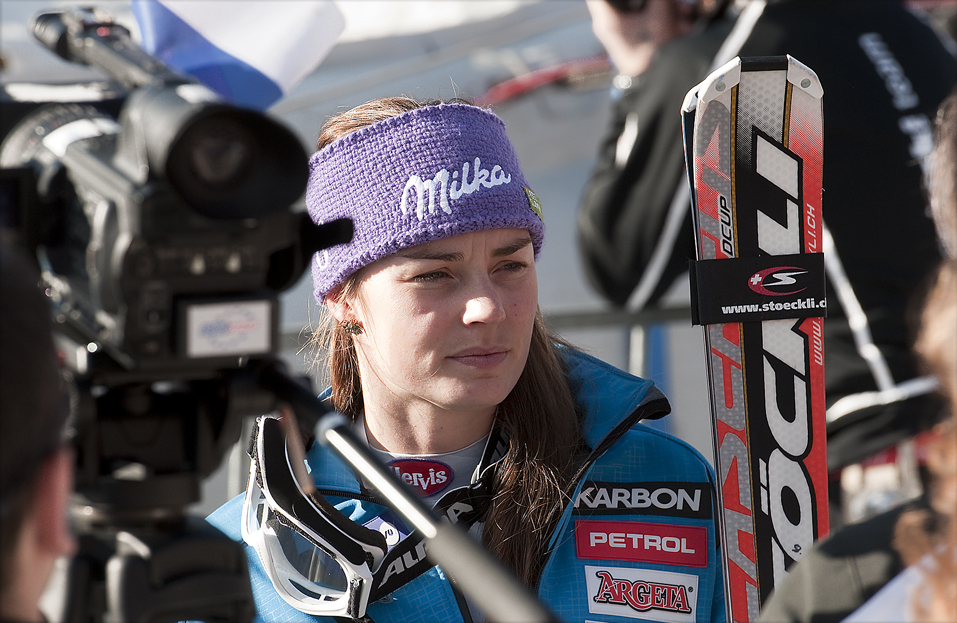
Тина Мазе выиграла общий зачёт Кубка мира за 9 стартов до окончания сезона

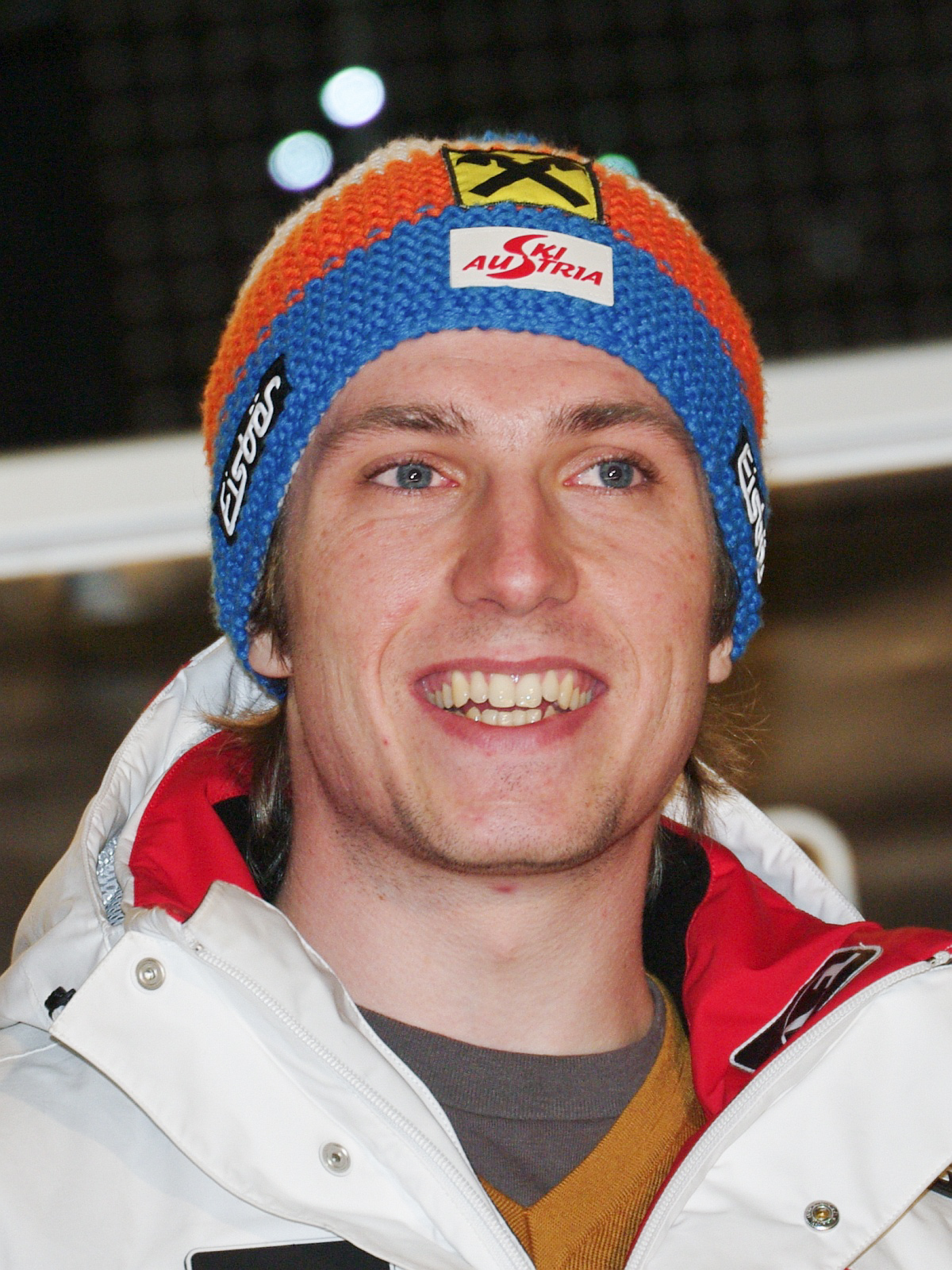
Марсель Хиршер сумел защитить титул обладателя Кубка мира, став первым за 10 лет мужчиной, кому это удалось

Действующими обладателями Кубка мира по итогам сезона 2011/12 являлись австриец Марсель Хиршер и американка Линдси Вонн. Швейцарец Беат Фойц, который в сезоне 2011/12 боролся с Хиршером за победу в общем зачёте до последних стартов, из-за травмы колена вынужден полностью пропустить сезон 2012/13.
С этого сезона организаторы Кубка мира отказались от вручения малого Хрустального глобуса в зачёте суперкомбинации в связи с низкой привлекательностью для зрителей этой дисциплины. Тем не менее очки, набранные спортсменами в суперкомбинации, пойдут в общий зачёт. Напротив, очки, набранные горнолыжниками в параллельном слаломе, теперь будут идти не только в общий зачёт, но и зачёт слалома.
На чемпионате мира в Шладминге уже в первой гонке — супергиганте — тяжёлую травму колена после падения на трассе получила Линдси Вонн, которая к тому времени шла на третьем месте в общем зачёте Кубка мира.
У женщин безоговорочную победу в общем зачёте одержала Тина Мазе, в предыдущем сезоне занявшая второе место. Словенка обеспечила себе победу за 9 этапов до финиша: в первых 28 стартах сезона она 18 раз попадала в тройку призёров, выиграв 8 этапов и по 5 раз заняв второе и третье места. При этом Мазе поднималась на подиум хотя бы раз в каждой из пяти дисциплин (уже после того, как Мазе обеспечила себе победу в общем зачёте, она сумела добиться редкого достижения — победы во всех дисциплинах на этапах Кубка мира одного сезона). Для словенцев это стало первой в истории победой в общем зачёте Кубка мира. По итогам сезона Мазе прибавила к Большому Хрустальному глобусу за победу в общем зачёте два малых глобуса за победы в зачёте супергиганта и гигантского слалома. В зачёте скоростного спуска Мазе лишь одно очко уступила Линдси Вонн, а в слаломе Мазе на 33 очка отстала от юной американки Микаэлы Шиффрин. Кроме того, Мазе установила рекорд Кубка мира по количеству набранных за сезон очков — 2414. Результат Мазе более чем на 250 очков превосходит суммарный результат Марии Хёфль-Риш и Анны Феннингер, занявших второе и третье место соответственно.
У мужчин с начала сезона основная борьба за победу в общем зачёте шла между действующим обладателем Кубка мира Марселем Хиршером и норвежцем Акселем Лундом Свиндалом, выигрывавшим Кубок мира в сезонах 2006/2007 и 2008/2009 годов. Хиршер традиционно сильно выступал в слаломе и гигантском слаломе. Всего за сезон он 18 раз поднимался на подиум на отдельных этапах: 6 побед, 10 вторых мест и 2 третьих. В слаломе и параллельном слаломе Хиршер добился редкого достижения: в 11 стартах сезона все 11 раз попадал в тройку призёров. В гигантском слаломе успешный сезон провёл американец Тед Лигети, выигравший 6 этапов, а с ними и малый Хрустальный глобус, но в остальных дисциплинах в Кубке мира американец выглядел значительно слабее. Свиндаль большую часть своих очков набрал в скоростном спуске и супергиганте (в итоге он выиграл оба этих зачёта). Перед финальным этапов в Ленцерхайде Хиршер опережал норвежца на 160 очков, но в итоге борьбы не получилось: из-за тумана и сильного ветра 13 и 14 марта последовательно были отменены скоростной спуск и супергигант, где Свиндаль мог рассчитывать на успешное выступление, в результате чего Аксель Лунд принял решение не выступать в гигантском слаломе и слаломе, где у него фактически не было шансов против австрийца. Таким образом, Хиршер защитил свой титул даже без учёта заключительных стартов в слаломе и гигантском слаломе, став первым мужчиной за 10 лет, кому это удалось (в 2002 и 2003 году в Кубке мира побеждал Штефан Эберхартер). К своей победе в общем зачёте Марсель добавил и победу в зачёте слалома.
В зачёте Кубка наций австрийцы одержали победу 24-й сезон подряд. В мужском Кубке наций на их счету 21-я подряд победа, а в женском — 15-я. Итальянцы второй год подряд заняли второе место, а в мужском Кубке наций впервые за 9 лет также поднялись на вторую строчку. Американцы впервые за шесть лет попали в тройку лучших Кубка наций. В мужском Кубке наций французы попали в тройку лучших лишь второй раз за последние 40 лет.

## Общий зачёт
| №  | Горнолыжник          | Очки |
| -- | -------------------- | ---- |
| 1  | Марсель Хиршер       | 1535 |
| 2  | Аксель Лунд Свиндаль | 1226 |
| 3  | Тед Лигети           | 1022 |
| 4  | Феликс Нойройтер     | 948  |
| 5  | Ивица Костелич       | 900  |
| 6  | Алексис Пентюро      | 790  |
| 7  | Манфред Мёльгг       | 636  |
| 8  | Ханнес Райхельт      | 595  |
| 9  | Андре Мюрер          | 575  |
| 10 | Кристоф Иннерхофер   | 522  |
| 11 | Фриц Допфер          | 490  |
| 12 | Клаус Крёлль         | 485  |
| 13 | Хьетиль Янсруд       | 473  |
| 14 | Доминик Парис        | 462  |
| 15 | Адриен Тео           | 443  |
| 16 | Вернер Хил           | 408  |
| 17 | Маттиас Майер        | 382  |
| 18 | Эрик Гэй             | 378  |
| 19 | Георг Штрайтбергер   | 356  |
| 20 | Бенджамин Райх       | 344  |

| №  | Горнолыжница            | Очки |
| -- | ----------------------- | ---- |
| 1  | Тина Мазе               | 2414 |
| 2  | Мария Хёфль-Риш         | 1101 |
| 3  | Анна Феннингер          | 1029 |
| 4  | Джулия Манкусо          | 867  |
| 5  | Микаэла Шиффрин         | 822  |
| 6  | Виктория Ребенсбург     | 787  |
| 7  | Катрин Цеттель          | 759  |
| 8  | Линдси Вонн             | 740  |
| 9  | Лара Гут                | 662  |
| 10 | Фрида Хансдоттер        | 615  |
| 11 | Тесса Ворле             | 512  |
| 12 | Вероника Велес-Зузулова | 500  |
| 13 | Таня Поутиайнен         | 460  |
| 14 | Михаэла Кирхгассер      | 448  |
| 15 | Доминика Гизен          | 435  |
| 16 | Николь Хосп             | 423  |
| 17 | Мария Пиетиля Хольмнер  | 406  |
| 18 | Тина Вайратер           | 395  |
| 19 | Элизабет Гёргль         | 381  |
| 20 | Венди Хольденер         | 359  |

## Календарь сезона

### Легенда
- П — параллельный слалом (городской старт — city event)

В скобках после имени победителя указано который по счёту этап Кубка мира за карьеру был выигран

### Мужчины
| Дата          | Место                         | Вид                                        | Победитель                                                          | Второе место                                                        | Третье место                                                        | Ссылка                                                              |
| ------------- | ----------------------------- | ------------------------------------------ | ------------------------------------------------------------------- | ------------------------------------------------------------------- | ------------------------------------------------------------------- | ------------------------------------------------------------------- |
| 28 окт 2012   | Зёльден, Австрия              | Г                                          | Тед Лигети (12)                                                     | Манфред Мёльгг                                                      | Марсель Хиршер                                                      |                                                                     |
| 11 ноя 2012   | Леви, Финляндия               | Сл                                         | Андре Мюрер (5)                                                     | Марсель Хиршер                                                      | Йенс Бюггмарк                                                       |                                                                     |
| 24 ноя 2012   | Лейк Луиз, Канада             | СС                                         | Аксель Лунд Свиндаль (17)                                           | Макс Франц                                                          | Клаус Крёлль                                                        |                                                                     |
| 24 ноя 2012   | Лейк Луиз, Канада             | СС                                         | Аксель Лунд Свиндаль (17)                                           | Макс Франц                                                          | Марко Салливан                                                      |                                                                     |
| 25 ноя 2012   | Лейк Луиз, Канада             | СГ                                         | Аксель Лунд Свиндаль (18)                                           | Адриен Тео                                                          | Йоахим Пухнер                                                       |                                                                     |
| 30 ноя 2012   | Бивер Крик, США               | СС                                         | Кристоф Иннерхофер (4)                                              | Аксель Лунд Свиндаль                                                | Хьетиль Янсруд                                                      |                                                                     |
| 1 дек 2012    | Бивер Крик, США               | СГ                                         | Маттео Марсалья (1)                                                 | Аксель Лунд Свиндаль                                                | Ханнес Райхельт                                                     |                                                                     |
| 2 дек 2012    | Бивер Крик, США               | Г                                          | Тед Лигети (13)                                                     | Марсель Хиршер                                                      | Давиде Симончелли                                                   |                                                                     |
| 8 дек 2012    | Валь-д'Изер, Франция          | Сл                                         | Алексис Пентюро (2)                                                 | Феликс Нойройтер                                                    | Марсель Хиршер                                                      |                                                                     |
| 9 дек 2012    | Валь-д'Изер, Франция          | Г                                          | Марсель Хиршер (13)                                                 | Штефан Луйц                                                         | Тед Лигети                                                          |                                                                     |
| 14 дек 2012   | Валь Гардена, Италия          | СГ                                         | Аксель Лунд Свиндаль (19)                                           | Маттео Марсалья                                                     | Вернер Хил                                                          |                                                                     |
| 15 дек 2012   | Валь Гардена, Италия          | СС                                         | Стивен Наймен (2)                                                   | Рок Перко                                                           | Эрик Гэй                                                            |                                                                     |
| 16 дек 2012   | Альта-Бадья, Италия           | Г                                          | Тед Лигети (14)                                                     | Марсель Хиршер                                                      | Тома Фанара                                                         |                                                                     |
| 18 дек 2012   | Мадонна-ди-Кампильо, Италия   | Сл                                         | Марсель Хиршер (14)                                                 | Феликс Нойройтер                                                    | Наоки Юаса                                                          |                                                                     |
| 29 дек 2012   | Бормио, Италия                | СС                                         | Ханнес Райхельт (6)                                                 | —                                                                   | Аксель Лунд Свиндаль                                                |                                                                     |
| 29 дек 2012   | Бормио, Италия                | СС                                         | Доминик Парис (1)                                                   | —                                                                   | Аксель Лунд Свиндаль                                                |                                                                     |
| 1 янв 2013    | Мюнхен, Германия              | П                                          | Феликс Нойройтер (3)                                                | Марсель Хиршер                                                      | Алексис Пентюро                                                     |                                                                     |
| 6 янв 2013    | Загреб, Хорватия              | Сл                                         | Марсель Хиршер (15)                                                 | Андре Мюрер                                                         | Марио Матт                                                          |                                                                     |
| 12 янв 2013   | Адельбоден, Швейцария         | Г                                          | Тед Лигети (15)                                                     | Фриц Допфер                                                         | Феликс Нойройтер                                                    |                                                                     |
| 13 янв 2013   | Адельбоден, Швейцария         | Сл                                         | Марсель Хиршер (16)                                                 | Марио Матт                                                          | Манфред Мёльгг                                                      |                                                                     |
| 18 янв 2013   | Венген, Швейцария             | СК                                         | Алексис Пентюро (3)                                                 | Ивица Костелич                                                      | Карло Янка                                                          |                                                                     |
| 19 янв 2013   | Венген, Швейцария             | СС                                         | Кристоф Иннерхофер (5)                                              | Клаус Крёлль                                                        | Ханнес Райхельт                                                     |                                                                     |
| 20 янв 2013   | Венген, Швейцария             | Сл                                         | Феликс Нойройтер (4)                                                | Марсель Хиршер                                                      | Ивица Костелич                                                      |                                                                     |
| 25 янв 2013   | Кицбюэль, Австрия             | СГ                                         | Аксель Лунд Свиндаль (20)                                           | Маттиас Майер                                                       | Кристоф Иннерхофер                                                  |                                                                     |
| 26 янв 2013   | Кицбюэль, Австрия             | СС                                         | Доминик Парис (2)                                                   | Эрик Гэй                                                            | Ханнес Райхельт                                                     |                                                                     |
| 27 янв 2013   | Кицбюэль, Австрия             | Сл                                         | Марсель Хиршер (17)                                                 | Феликс Нойройтер                                                    | Ивица Костелич                                                      |                                                                     |
| 27 янв 2013   | Кицбюэль, Австрия             | СК                                         | Ивица Костелич (25)                                                 | Алексис Пентюро                                                     | Тома Мермийо-Блонден                                                |                                                                     |
| 29 янв 2013   | Москва, Россия                | П                                          | Марсель Хиршер (18)                                                 | Андре Мюрер                                                         | Ивица Костелич                                                      |                                                                     |
| 5—17 фев 2013 | Шладминг, Австрия             | Чемпионат мира по горнолыжному спорту 2013 | Чемпионат мира по горнолыжному спорту 2013                          | Чемпионат мира по горнолыжному спорту 2013                          | Чемпионат мира по горнолыжному спорту 2013                          | Чемпионат мира по горнолыжному спорту 2013                          |
| 23 фев 2013   | Гармиш-Партенкирхен, Германия | СС                                         | Кристоф Иннерхофер (6)                                              | Георг Штрайтбергер                                                  | Клаус Крёлль                                                        |                                                                     |
| 24 фев 2013   | Гармиш-Партенкирхен, Германия | Г                                          | Алексис Пентюро (4)                                                 | Марсель Хиршер                                                      | Тед Лигети                                                          |                                                                     |
| 2 мар 2013    | Квитфьелль, Норвегия          | СС                                         | Адриен Тео (2)                                                      | Аксель Лунд Свиндаль                                                | Клаус Крёлль                                                        |                                                                     |
| 3 мар 2013    | Квитфьелль, Норвегия          | СГ                                         | Аксель Лунд Свиндаль (21)                                           | Георг Штрайтбергер                                                  | Вернер Хил                                                          |                                                                     |
| 9 мар 2013    | Краньска-Гора, Словения       | Г                                          | Тед Лигети (16)                                                     | Марсель Хиршер                                                      | Алексис Пентюро                                                     |                                                                     |
| 10 мар 2013   | Краньска-Гора, Словения       | Сл                                         | Ивица Костелич (26)                                                 | Марсель Хиршер                                                      | Марио Матт                                                          |                                                                     |
| 13 мар 2013   | Ленцерхайде, Швейцария        | СС                                         | Старт отменён из-за тумана, переноса на другую дату не было         | Старт отменён из-за тумана, переноса на другую дату не было         | Старт отменён из-за тумана, переноса на другую дату не было         | Старт отменён из-за тумана, переноса на другую дату не было         |
| 14 мар 2013   | Ленцерхайде, Швейцария        | СГ                                         | Старт отменён из-за сильного ветра, переноса на другую дату не было | Старт отменён из-за сильного ветра, переноса на другую дату не было | Старт отменён из-за сильного ветра, переноса на другую дату не было | Старт отменён из-за сильного ветра, переноса на другую дату не было |
| 16 мар 2013   | Ленцерхайде, Швейцария        | Г                                          | Тед Лигети (17)                                                     | Марсель Хиршер                                                      | Алексис Пентюро                                                     |                                                                     |
| 17 мар 2013   | Ленцерхайде, Швейцария        | Сл                                         | Феликс Нойройтер (5)                                                | Марсель Хиршер                                                      | Ивица Костелич                                                      |                                                                     |

### Женщины
| Дата          | Место                         | Вид                                        | Победительница                                                                               | Второе место                                                                                 | Третье место                                                                                 | Ссылка                                                                                       |
| ------------- | ----------------------------- | ------------------------------------------ | -------------------------------------------------------------------------------------------- | -------------------------------------------------------------------------------------------- | -------------------------------------------------------------------------------------------- | -------------------------------------------------------------------------------------------- |
| 27 окт 2012   | Зёльден, Австрия              | Г                                          | Тина Мазе (12)                                                                               | Катрин Цеттель                                                                               | Штефани Кёле                                                                                 |                                                                                              |
| 10 ноя 2012   | Леви, Финляндия               | Сл                                         | Мария Хёфль-Риш (24)                                                                         | Таня Поутиайнен                                                                              | Микаэла Шиффрин                                                                              |                                                                                              |
| 24 ноя 2012   | Аспен, США                    | Г                                          | Тина Мазе (13)                                                                               | Катрин Цеттель                                                                               | Виктория Ребенсбург                                                                          |                                                                                              |
| 25 ноя 2012   | Аспен, США                    | Сл                                         | Катрин Цеттель (9)                                                                           | Марлис Шильд                                                                                 | Тина Мазе                                                                                    |                                                                                              |
| 30 ноя 2012   | Лейк Луиз, Канада             | СС                                         | Линдси Вонн (54)                                                                             | Стэйси Кук                                                                                   | Мария Хёфль-Риш                                                                              |                                                                                              |
| 30 ноя 2012   | Лейк Луиз, Канада             | СС                                         | Линдси Вонн (54)                                                                             | Стэйси Кук                                                                                   | Тина Вайратер                                                                                |                                                                                              |
| 1 дек 2012    | Лейк Луиз, Канада             | СС                                         | Линдси Вонн (55)                                                                             | Стэйси Кук                                                                                   | Марианна Кауфман-Абдерхальден                                                                |                                                                                              |
| 2 дек 2012    | Лейк Луиз, Канада             | СГ                                         | Линдси Вонн (56)                                                                             | Джулия Манкусо                                                                               | Анна Феннингер                                                                               |                                                                                              |
| 7 дек 2012    | Санкт-Мориц, Швейцария        | СК                                         | Тина Мазе (14)                                                                               | Николь Хосп                                                                                  | Катрин Цеттель                                                                               |                                                                                              |
| 8 дек 2012    | Санкт-Мориц, Швейцария        | СГ                                         | Линдси Вонн (57)                                                                             | Тина Мазе                                                                                    | Джулия Манкусо                                                                               |                                                                                              |
| 9 дек 2012    | Санкт-Мориц, Швейцария        | Г                                          | Тина Мазе (15)                                                                               | Виктория Ребенсбург                                                                          | Тесса Ворле                                                                                  |                                                                                              |
| 14 дек 2012   | Валь-д’Изер, Франция          | СС                                         | Лара Гут (3)                                                                                 | Линн Смит                                                                                    | Надя Камер                                                                                   |                                                                                              |
| 15 дек 2012   | Валь-д’Изер, Франция          | СГ                                         | Старт отменён из-за сильного снегопада, перенесён на 1 марта 2013 года в Гармиш-Партенкирхен | Старт отменён из-за сильного снегопада, перенесён на 1 марта 2013 года в Гармиш-Партенкирхен | Старт отменён из-за сильного снегопада, перенесён на 1 марта 2013 года в Гармиш-Партенкирхен | Старт отменён из-за сильного снегопада, перенесён на 1 марта 2013 года в Гармиш-Партенкирхен |
| 16 дек 2012   | Куршевель, Франция            | Г                                          | Тина Мазе (16)                                                                               | Катрин Цеттель                                                                               | Тесса Ворле                                                                                  |                                                                                              |
| 19 дек 2012   | Оре, Швеция                   | Г                                          | Виктория Ребенсбург (9)                                                                      | Анна Феннингер                                                                               | Тина Мазе                                                                                    |                                                                                              |
| 20 дек 2012   | Оре, Швеция                   | Сл                                         | Микаэла Шиффрин (1)                                                                          | Фрида Хансдоттер                                                                             | Тина Мазе                                                                                    |                                                                                              |
| 28 дек 2012   | Земмеринг, Австрия            | Г                                          | Анна Феннингер (2)                                                                           | Тина Мазе                                                                                    | Тесса Ворле                                                                                  |                                                                                              |
| 29 дек 2012   | Земмеринг, Австрия            | Сл                                         | Вероника Велес-Зузулова (1)                                                                  | Катрин Цеттель                                                                               | Тина Мазе                                                                                    |                                                                                              |
| 1 янв 2013    | Мюнхен, Германия              | П                                          | Вероника Велес-Зузулова (2)                                                                  | Тина Мазе                                                                                    | Михаэла Кирхгассер                                                                           |                                                                                              |
| 4 янв 2013    | Загреб, Хорватия              | Сл                                         | Микаэла Шиффрин (2)                                                                          | Фрида Хансдоттер                                                                             | Эрин Милзински                                                                               |                                                                                              |
| 12 янв 2013   | Санкт-Антон, Австрия          | СС                                         | Элис Маккеннис (1)                                                                           | Даниела Меригетти                                                                            | Анна Феннингер                                                                               |                                                                                              |
| 13 янв 2013   | Санкт-Антон, Австрия          | СГ                                         | Тина Мазе (17)                                                                               | Анна Феннингер                                                                               | Фабьенн Сутер                                                                                |                                                                                              |
| 15 янв 2013   | Флахау, Австрия               | Сл                                         | Микаэла Шиффрин (3)                                                                          | Фрида Хансдоттер                                                                             | Таня Поутиайнен                                                                              |                                                                                              |
| 19 янв 2013   | Кортина-д’Ампеццо, Италия     | СС                                         | Линдси Вонн (58)                                                                             | Тина Мазе                                                                                    | Линн Смит                                                                                    |                                                                                              |
| 20 янв 2013   | Кортина-д’Ампеццо, Италия     | СГ                                         | Виктория Ребенсбург (10)                                                                     | Николь Шмидхофер                                                                             | Тина Мазе                                                                                    |                                                                                              |
| 26 янв 2013   | Марибор, Словения             | Г                                          | Линдси Вонн (59)                                                                             | Тина Мазе                                                                                    | Анна Феннингер                                                                               |                                                                                              |
| 27 янв 2013   | Марибор, Словения             | Сл                                         | Тина Мазе (18)                                                                               | Фрида Хансдоттер                                                                             | Катрин Цеттель                                                                               |                                                                                              |
| 29 янв 2013   | Москва, Россия                | П                                          | Лена Дюрр (1)                                                                                | Вероника Велес-Зузулова                                                                      | Микаэла Шиффрин                                                                              |                                                                                              |
| 5—17 фев 2013 | Шладминг, Австрия             | Чемпионат мира по горнолыжному спорту 2013 | Чемпионат мира по горнолыжному спорту 2013                                                   | Чемпионат мира по горнолыжному спорту 2013                                                   | Чемпионат мира по горнолыжному спорту 2013                                                   | Чемпионат мира по горнолыжному спорту 2013                                                   |
| 23 фев 2013   | Мерибель, Франция             | СС                                         | Каролина Руис Кастильо (1)                                                                   | Мария Хёфль-Риш                                                                              | Мари Маршан-Арвье                                                                            |                                                                                              |
| 24 фев 2013   | Мерибель, Франция             | СК                                         | Тина Мазе (19)                                                                               | Николь Хосп                                                                                  | Михаэла Кирхгассер                                                                           |                                                                                              |
| 1 мар 2013    | Гармиш-Партенкирхен, Германия | СГ                                         | Тина Вайратер (1)                                                                            | Тина Мазе                                                                                    | —                                                                                            |                                                                                              |
| 1 мар 2013    | Гармиш-Партенкирхен, Германия | СГ                                         | Тина Вайратер (1)                                                                            | Джулия Манкусо                                                                               | —                                                                                            |                                                                                              |
| 2 мар 2013    | Гармиш-Партенкирхен, Германия | СС                                         | Тина Мазе (20)                                                                               | Лоренн Росс                                                                                  | Мария Хёфль-Риш                                                                              |                                                                                              |
| 3 мар 2013    | Гармиш-Партенкирхен, Германия | СГ                                         | Анна Феннингер (3)                                                                           | Мария Хёфль-Риш                                                                              | Джулия Манкусо                                                                               |                                                                                              |
| 9 мар 2013    | Офтершванг, Германия          | Г                                          | Анна Феннингер (4)                                                                           | Тина Мазе                                                                                    | Виктория Ребенсбург                                                                          |                                                                                              |
| 10 мар 2013   | Офтершванг, Германия          | Сл                                         | Тина Мазе (21)                                                                               | Венди Хольденер                                                                              | Микаэла Шиффрин                                                                              |                                                                                              |
| 13 мар 2013   | Ленцерхайде, Швейцария        | СС                                         | Старт отменён из-за тумана, переноса на другую дату не было                                  | Старт отменён из-за тумана, переноса на другую дату не было                                  | Старт отменён из-за тумана, переноса на другую дату не было                                  | Старт отменён из-за тумана, переноса на другую дату не было                                  |
| 14 мар 2013   | Ленцерхайде, Швейцария        | СГ                                         | Старт отменён из-за сильного ветра, переноса на другую дату не было                          | Старт отменён из-за сильного ветра, переноса на другую дату не было                          | Старт отменён из-за сильного ветра, переноса на другую дату не было                          | Старт отменён из-за сильного ветра, переноса на другую дату не было                          |
| 16 мар 2013   | Ленцерхайде, Швейцария        | Сл                                         | Микаэла Шиффрин (4)                                                                          | Бернадетте Шильд                                                                             | Тина Мазе                                                                                    |                                                                                              |
| 17 мар 2013   | Ленцерхайде, Швейцария        | Г                                          | Тина Мазе (22)                                                                               | Тесса Ворле                                                                                  | Лара Гут                                                                                     |                                                                                              |

### Команды
| Дата        | Место                  | Победитель                                                                                    | Второе место | Третье место |
| ----------- | ---------------------- | --------------------------------------------------------------------------------------------- | --- | --- |
| 15 мар 2013 | Ленцерхайде, Швейцария | Германия · Лена Дюрр · Вероника Хронек · Виктория Ребенсбург · Фриц Допфер · Феликс Нойройтер | Швеция · Тереза Борссен · Фрида Хансдоттер · Мария Пиетиля Хольмнер · Йенс Бюггмарк · Маттиас Харгин · Андре Мюрер | Италия · Елена Куртони · Дениз Карбон · Даниела Меригетти · Кристиан Девилле · Стефано Гросс · Давиде Симончелли |

## Зачёт отдельных дисциплин

### Мужчины
| № | Горнолыжник          | Очки |
| - | -------------------- | ---- |
| 1 | Марсель Хиршер       | 1535 |
| 2 | Аксель Лунд Свиндаль | 1226 |
| 3 | Тед Лигети           | 1022 |
| 4 | Феликс Нойройтер     | 948  |
| 5 | Ивица Костелич       | 900  |

| № | Горнолыжник          | Очки |
| - | -------------------- | ---- |
| 1 | Аксель Лунд Свиндаль | 439  |
| 2 | Клаус Крёлль         | 381  |
| 3 | Доминик Парис        | 378  |
| 4 | Кристоф Иннерхофер   | 370  |
| 5 | Ханнес Райхельт      | 290  |

| № | Горнолыжник          | Очки |
| - | -------------------- | ---- |
| 1 | Аксель Лунд Свиндаль | 480  |
| 2 | Маттео Марсалья      | 249  |
| 3 | Маттиас Майер        | 228  |
| 4 | Вернер Хил           | 224  |
| 5 | Адриен Тео           | 191  |

| № | Горнолыжник     | Очки |
| - | --------------- | ---- |
| 1 | Тед Лигети      | 720  |
| 2 | Марсель Хиршер  | 575  |
| 3 | Алексис Пентюро | 326  |
| 4 | Манфред Мёльгг  | 301  |
| 5 | Тома Фанара     | 236  |

| № | Горнолыжник      | Очки |
| - | ---------------- | ---- |
| 1 | Марсель Хиршер   | 960  |
| 2 | Феликс Нойройтер | 716  |
| 3 | Ивица Костелич   | 535  |
| 4 | Андре Мюрер      | 532  |
| 5 | Манфред Мёльгг   | 335  |

### Женщины
| № | Горнолыжница    | Очки |
| - | --------------- | ---- |
| 1 | Тина Мазе       | 2414 |
| 2 | Мария Хёфль-Риш | 1101 |
| 3 | Анна Феннингер  | 1029 |
| 4 | Джулия Манкусо  | 867  |
| 5 | Микаэла Шиффрин | 822  |

| № | Горнолыжница    | Очки |
| - | --------------- | ---- |
| 1 | Линдси Вонн     | 340  |
| 2 | Тина Мазе       | 339  |
| 3 | Мария Хёфль-Риш | 272  |
| 4 | Стэйси Кук      | 244  |
| 5 | Лара Гут        | 228  |

| № | Горнолыжница    | Очки |
| - | --------------- | ---- |
| 1 | Тина Мазе       | 420  |
| 2 | Джулия Манкусо  | 365  |
| 3 | Анна Феннингер  | 304  |
| 4 | Линдси Вонн     | 286  |
| 5 | Мария Хёфль-Риш | 251  |

| № | Горнолыжница        | Очки |
| - | ------------------- | ---- |
| 1 | Тина Мазе           | 800  |
| 2 | Анна Феннингер      | 480  |
| 3 | Виктория Ребенсбург | 411  |
| 4 | Тесса Ворле         | 383  |
| 5 | Катрин Цеттель      | 382  |

| № | Горнолыжница            | Очки |
| - | ----------------------- | ---- |
| 1 | Микаэла Шиффрин         | 688  |
| 2 | Тина Мазе               | 655  |
| 3 | Вероника Велес-Зузулова | 500  |
| 4 | Фрида Хансдоттер        | 435  |
| 5 | Таня Поутиайнен         | 354  |

### Кубок наций
| № | Страна   | Очки  |
| - | -------- | ----- |
| 1 | Австрия  | 11103 |
| 2 | Италия   | 5815  |
| 3 | США      | 5185  |
| 4 | Франция  | 5076  |
| 5 | Германия | 4818  |

| № | Страна   | Очки |
| - | -------- | ---- |
| 1 | Австрия  | 6089 |
| 2 | Италия   | 3983 |
| 3 | Франция  | 3219 |
| 4 | Норвегия | 2013 |
| 5 | Германия | 1923 |

| № | Страна    | Очки |
| - | --------- | ---- |
| 1 | Австрия   | 5014 |
| 2 | США       | 3537 |
| 3 | Германия  | 2895 |
| 4 | Словения  | 2714 |
| 5 | Швейцария | 2424 |